# Campeonato Mundial de Atletismo de 2013 - Revezamento 4x100 m masculino
A prova dos 4 x 100 metros estafetas masculino do Campeonato Mundial de Atletismo de 2013 foi disputada no dia 18 de agosto no Estádio Lujniki, em Moscou.

## Recordes
Antes desta competição, os recordes mundiais e do campeonato nesta prova eram os seguintes:
| Tipo                  | Atleta                                                | Tempo | Local   | Data                  |
| --------------------- | ----------------------------------------------------- | ----- | ------- | --------------------- |
|                       | (Nesta Carter,Michael Frater,Yohan Blake, Usain Bolt) | 36:84 | Londres | 11 de agosto de 2012  |
| Recorde do campeonato | (Nesta Carter,Michael Frater,Yohan Blake, Usain Bolt) | 37:04 | Daegu   | 4 de setembro de 2011 |

## Medalhistas
| Ouro                                                                      | Prata                                                                          | Bronze                                                                      |
| Jamaica · Nesta Carter · Kemar Bailey-Cole · Nickel Ashmeade · Usain Bolt | Estados Unidos · Charles Silmon · Mike Rodgers · Mookie Salaam · Justin Gatlin | Canadá · Gavin Smellie · Aaron Brown · Dontae Richards-Kwok · Justyn Warner |

## Cronograma
| Data         | Hora  | Evento   |
| ------------ | ----- | -------- |
| 18 de agosto | 16:50 | Baterias |
| 18 de agosto | 18:40 | Final    |

Todos os horários são horas locais (UTC +4)

## Resultados

### Baterias
Qualificação: Os 2 de cada bateria (Q) e os 2 mais rápidos (q) avançam para a final. 
| Classificação | Bateria | Faixa | Nacionalidade         | Atletas                                                                    | Tempo | Nota  |
| ------------- | ------- | ----- | --------------------- | -------------------------------------------------------------------------- | ----- | ----- |
| 1             | 2       | 4     | Estados Unidos        | Charles Silmon, Mike Rodgers, Mookie Salaam, Justin Gatlin                 | 38.06 | Q     |
| 2             | 1       | 2     | Grã-Bretanha          | Richard Kilty, Harry Aikines-Aryeetey, James Ellington, Dwain Chambers     | 38.12 | Q, SB |
| 3             | 3       | 7     | Alemanha              | Lucas Jakubczyk, Sven Knipphals, Julian Reus, Martin Keller                | 38.13 | Q, SB |
| 4             | 1       | 3     | Jamaica               | Nesta Carter, Kemar Bailey-Cole, Warren Weir, Oshane Bailey                | 38.17 | Q     |
| 5             | 2       | 2     | Japão                 | Yoshihide Kiryu, Kenji Fujimitsu, Kei Takase, Shōta Iizuka                 | 38.23 | Q, SB |
| 6             | 3       | 9     | Canadá                | Gavin Smellie, Aaron Brown, Dontae Richards-Kwok, Justyn Warner            | 38.29 | Q, SB |
| 7             | 1       | 7     | Trinidad e Tobago     | Jamol James, Keston Bledman, Rondell Sorrillo, Richard Thompson            | 38.38 | q, SB |
| 8             | 3       | 2     | Países Baixos         | Brian Mariano, Churandy Martina, Liemarvin Bonevacia, Hensley Paulina      | 38.41 | q, SB |
| 9             | 1       | 6     | Espanha               | Eduard Viles, Sergio Ruiz, Bruno Hortelano, Ángel David Rodríguez          | 38.46 | NR    |
| 10            | 3       | 5     | Itália                | Michael Tumi, Matteo Galvan, Diego Marani, Delmas Obou                     | 38.49 | SB    |
| 11            | 1       | 9     | Polónia               | Robert Kubaczyk, Grzegorz Zimniewicz, Karol Zalewski, Kamil Kryński        | 38.51 | SB    |
| 12            | 2       | 3     | Ucrânia               | Ruslan Perestyuk, Serhiy Smelyk, Ihor Bodrov, Vitaliy Korzh                | 38.57 |       |
| 13            | 3       | 8     | São Cristóvão e Neves | Lestrod Roland, Jason Rogers, Antoine Adams, Allistar Clarke               | 38.58 | SB    |
| 14            | 3       | 4     | Bahamas               | Adrian Griffith, Warren Fraser, Jamial Rolle, Shavez Hart                  | 38.70 | NR    |
| 15            | 2       | 8     | Barbados              | Andrew Hinds, Levi Cadogan, Shane Brathwaite, Ramon Gittens                | 38.94 | NR    |
| 16            | 2       | 7     | China                 | Guo Fan, Liang Jiahong, Su Bingtian, Zhang Peimeng                         | 38.95 | SB    |
| 17            | 2       | 6     | França                | Emmanuel Biron, Mickael-Meba Zeze, Arnaud Remy, Jimmy Vicaut               | 38.97 |       |
| 18            | 1       | 8     | Coreia do Sul         | Oh Kyong-Soo, Cho Kyu-Won, Yoo Min-Woo, Kim Kuk-Young                      | 39.00 | NR    |
| 19            | 1       | 4     | Rússia                | Aleksandr Khyutte, Konstantin Petryashov, Roman Smirnov, Aleksandr Brednev | 39.01 | SB    |
| 20            | 2       | 5     | Hong Kong             | Tang Yik Chun, Lai Chun Ho, Ng Ka Fung, Tsui Chi Ho                        | 39.10 |       |
| 21            | 1       | 5     | Venezuela             | Jermaine Chirinos, Diego Rivas, Alvaro Luis Cassiani, Albert Bravo         | 39.14 | SB    |
| 22            | 3       | 6     | Taipé Chinesa         | Wang Wen-tang, Liu Yuan-kai, Pan Po-yu, Lo Yen-yao                         | 39.72 |       |
| 23 !          | 3       | 3     | Austrália             | Tim Leathart, Josh Ross, Andrew McCabe, Jarrod Geddes                      | DNF   |       |

### Final
A final foi iniciada às 18:40. 
| Classificação     | Faixa | Nacionalidade     | Atletas                                                               | Tempo | Nota |
| ----------------- | ----- | ----------------- | --------------------------------------------------------------------- | ----- | ---- |
| Medalha de ouro   | 5     | Jamaica           | Nesta Carter, Kemar Bailey-Cole, Nickel Ashmeade, Usain Bolt          | 37.36 | WL   |
| Medalha de prata  | 4     | Estados Unidos    | Charles Silmon, Mike Rodgers, Mookie Salaam, Justin Gatlin            | 37.66 |      |
| Medalha de bronze | 7     | Canadá            | Gavin Smellie, Aaron Brown, Dontae Richards-Kwok, Justyn Warner       | 37.92 | SB   |
| 4                 | 3     | Alemanha          | Lucas Jakubczyk, Sven Knipphals, Julian Reus, Martin Keller           | 38.04 | SB   |
| 5                 | 2     | Países Baixos     | Brian Mariano, Churandy Martina, Liemarvin Bonevacia, Hensley Paulina | 38.37 | SB   |
| 6                 | 8     | Japão             | Yoshihide Kiryu, Kenji Fujimitsu, Kei Takase, Shōta Iizuka            | 38.39 |      |
| 7                 | 1     | Trinidad e Tobago | Ayodele Taffe, Keston Bledman, Rondell Sorrillo, Richard Thompson     | 38.57 |      |
| 8 !               | 6     | Grã-Bretanha      | Adam Gemili, Harry Aikines-Aryeetey, James Ellington, Dwain Chambers  | DQ    |      |

Legenda
| Recorde mundial       | Recorde mundial (World record)               |                       | Recorde africano                      | Recorde africano (African) |                                           | Q | Classificado por posição (Qualified) |
| Recorde do campeonato | Recorde do campeonato (Championship record)  | Recorde da América    | Recorde da América (Americas)         | q                          | Classificado por melhor tempo (Qualified) |   |                                      |
| Melhor marca do ano   | Melhor marca do ano (World leading)          | Recorde asiático      | Recorde asiático (Asian)              | DNS                        | Não largou (Did not start)                |   |                                      |
| Recorde nacional      | Recorde nacional (National record)           | Recorde europeu       | Recorde europeu (European)            | DNF                        | Não terminou (Did not finish)             |   |                                      |
| Recorde pessoal       | Recorde pessoal do atleta (Personal best)    | Recorde da Oceania    | Recorde da Oceania (Oceania)          | DSQ / DQ                   | Desclassificado (Disqualified)            |   |                                      |
| Recorde da temporada  | Recorde da temporada do atleta (Season best) | Recorde sul-americano | Recorde sul-americano (South America) | NM                         | Sem marca (No mark)                       |   |                                      |